# Scherwiller
Scherwiller je občina v departmaju Bas-Rhin francoske regije Alzacija.
Leta 1990 je v občini živelo 2 278 oseb oz. 126 oseb/km².